# Im Gleichgewicht
Im Gleichgewicht (Originaltitel: En équilibre) ist ein französisches Filmdrama von Denis Dercourt aus dem Jahr 2015 mit Albert Dupontel und Cécile de France in den Hauptrollen.

## Handlung
Marc Guermont ist ein vielbeschäftigter Stuntman und Pferdetrainer, bis ihn sein Pferd Othello beim Dreh eines Historienfilms abwirft und ihm mit einem unglücklichen Tritt seines Hufs den Rücken bricht. Im Rollstuhl kehrt Marc auf seinen Bauernhof in der Bretagne zurück, wo er herzlich von Freunden empfangen wird. Als ihm die Schadensprüferin seiner Versicherung, Florence Kernel, einen Besuch abstattet, lehnt er ihr Angebot, ihm 250.000 Euro auszuzahlen, entschieden ab. Er ist überzeugt, dass ihm weit mehr Schadensersatz zusteht. Florence erinnert ihn daran, dass die Versicherung ihm bereits Geld für den rollstuhlgerechten Umbau seines Hauses ausgezahlt habe. Er solle nicht zu lange zögern, das Angebot anzunehmen, ansonsten lande der Fall vor Gericht und er bekomme in der Folge viele Jahre lang gar kein Geld.
Als Marc ein neues Auto erhält, das er auch mit seiner Querschnittlähmung fahren kann, kommt Florence erneut bei ihm vorbei. Sie sei verpflichtet, ihn bei seiner ersten Fahrt zu begleiten. Nach einer rasanten Fahrt versucht Florence erneut, Marc von ihrem Angebot zu überzeugen. Florence, die auf Anweisung ihres Chefs Marc so schnell wie möglich dazu bringen soll, die nötigen Papiere zu unterschreiben, bringt schließlich das fadenscheinige Argument vor, dass Marc bei seinem Stunt unüberlegte Risiken eingegangen sei. Marc lässt sie daraufhin am Rand eines Feldes stehen und rast wütend davon.
Der Chef von Florence übt weiterhin Druck auf sie aus und beschließt, die Vorauszahlungen an Marc einzustellen. Auf den Vorschlag eines Kollegen hin, ihre Weiblichkeit einzusetzen, erscheint Florence weniger streng gekleidet und mit offenem Haar auf Marcs Bauernhof. Da sie Marc als Geschenk eine CD mit Klavierstücken von Franz Liszt mitgebracht hat, deren Aufnahmen besser seien als jene, die sie bei ihrem ersten Besuch in seinem Regal entdeckt habe, erzählt sie ihm auch, dass sie eigentlich Pianistin werden wollte, jedoch bei einer Prüfung durchgefallen sei und ihren Traum danach aufgegeben habe. Marc, der nicht nachvollziehen kann, wie Florence die Musik aufgeben und bei einer Versicherung landen konnte, bringt sie zu Othellos Stall, wo er sie behutsam an das Pferd heranführt. Auf seinen Vorschlag, Othello zu reiten, lässt sich Florence nur widerwillig ein. Sie hat Angst vor dem großen Tier und fängt an, Marc zu beschimpfen, als er das Pferd mit seinen Kommandos dazu bringt, eine Piaffe zu vollführen. Nur langsam gelingt es Florence, sich auf Marcs Anweisungen hin zu entspannen und das Reiten zu genießen.
Als Florence nach Hause zu ihrem Mann Julien und den beiden gemeinsamen Kindern zurückkehrt, zieht sie sich zurück und setzt sich an ihr Klavier, das sie sonst nur benutzt, um ihrer wenig ambitionierten Tochter das Klavierspielen beizubringen. Sie beginnt wieder mit dem Spielen und beschließt, bei ihrem alten Professor erneut Klavierunterricht zu nehmen. Marc schuldet derweil seinem Mitarbeiter Antoine bereits zwei Monatsgehälter, und auch den Umbau seines Hauses kann er nicht länger finanzieren. Beim Versuch, auf Othello zu reiten, stürzt er und verletzt sich schwer. Florence will ihn im Krankenhaus besuchen, sieht jedoch eine Frau bei ihm im Zimmer, bei der es sich um seine gute Freundin Alexandra handelt. Als Marc aus dem Krankenhaus zurückkehrt, ist Othello nicht mehr in seinem Stall. Antoine hat den Hengst bei einem Bekannten versteckt, da ein Gericht Marc das Pferd habe wegnehmen wollen. Bei einem Treffen mit Florence zeigt er sich notgedrungen bereit, das Angebot der Versicherung anzunehmen. Florence, die nicht mehr für seinen Fall zuständig ist, gibt ihm schließlich die Nummer ihrer alten Studienfreundin Catherine, die eine sehr gute Anwältin sei.
Die Anwältin versichert Marc, dass die Argumente der Versicherung haltlos seien und nur dazu dienten, ihn einzuschüchtern. Seine Chancen, vor Gericht zu gewinnen, würden sich jedoch erhöhen, wenn er beweisen könne, dass die Versicherung ihn unter Druck gesetzt habe. Marc bittet daher Florence um den Mitschnitt ihrer Gespräche. Irritiert stellt Florence ihre Freundin Catherine angesichts ihres gesetzeswidrigen Vorschlags zur Rede, entschließt sich aber letztlich doch, Marc ihr Handy mit den Aufnahmen zu geben. Noch in der darauffolgenden Nacht fährt sie zu ihm. Sie legt ihr Handy in seinem Haus ab und findet den schlafenden Marc in seinem Bett vor. Als er sie am Arm packt, küssen sie sich und verbringen die Nacht miteinander. Am nächsten Tag besuchen sie gemeinsam Freunde von Marc, fahren mit einem Motorboot an der Küste entlang und verleben eine glückliche Zeit miteinander. Bevor Florence mit ihrem Auto weinend nach Hause fährt, gibt ihr Marc ihr Handy zurück. Er wolle es nicht vor Gericht verwenden. Florence lässt es stattdessen Catherine zukommen und verliert in der Folge ihren Job. Nachdem sich Marc von seinem inzwischen erhaltenen Schadensersatz ein Quad gekauft hat, erfährt er von Florences Ehemann, dass ihr gekündigt wurde, und versucht vergeblich, sie zu erreichen.
Ein Jahr später arbeitet Florence in einer Bibliothek. Als sie nach Hause kommt, schaut ihre Tochter Fernsehen und schaltet zufällig eine Übertragung vom jährlichen Dressurreiten ein. Gerührt sieht Florence Marc dabei zu, wie er eine hervorragende Kür auf Othello reitet. Weinend setzt sie sich an ihr Klavier und spielt ein Stück von Liszt auf Marcs Mailbox, die Marc nach seiner Kür andächtig abhört. Florence nimmt schließlich an einer Prüfung für Klavier teil und spielt der Prüfungskommission entschlossen und befreit vor.

## Hintergrund

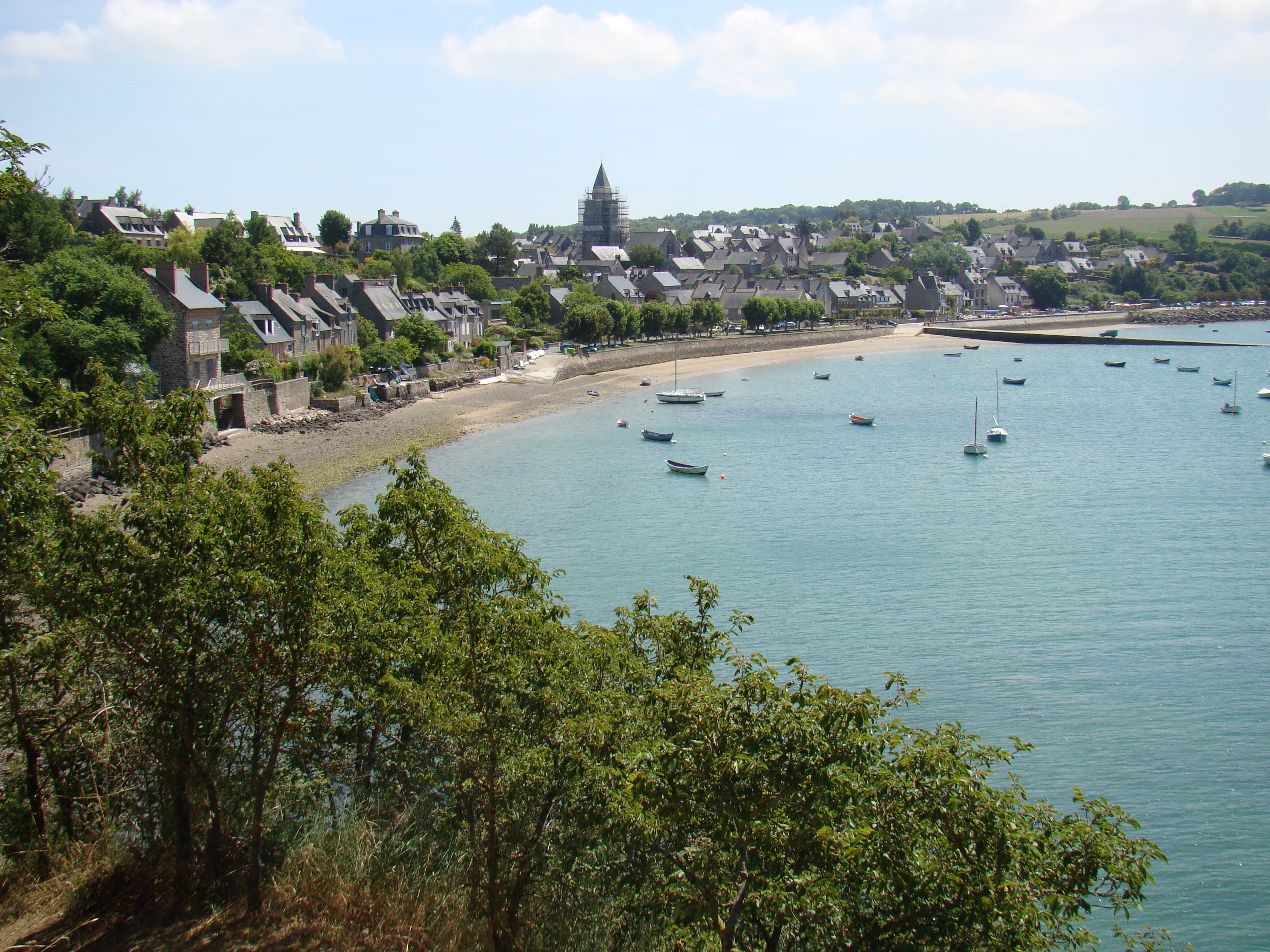
Saint-Suliac an der Rance, ein Drehort des Films

Der Film wurde von dem autobiografischen Buch Sur mes quatre jambes des früheren Stuntmans Bernard Sachsé (* 1964) inspiriert, der seit einem Reitunfall im Jahr 1994 querschnittgelähmt ist. Die Dreharbeiten, denen Sachsé als technischer und künstlerischer Berater beistand, fanden ab dem 19. Mai 2014 für sieben Wochen in der Bretagne und in der Region Pays de la Loire statt. Im Département Ille-et-Vilaine dienten unter anderem die Gemeinden Saint-Suliac (Bootsfahrt) und Miniac-Morvan (Marcs Bauernhof) als Drehorte. Im Département Loire-Atlantique wurde unter anderem im Wald von Le Gâvre gedreht, im Kulturzentrum Quai des Arts in Pornichet, in der Markthalle von Saint-Nazaire (Szene geschnitten) sowie in Saint-Brevin-les-Pins, wo die Szenen entstanden, in denen Marc Stunts auf seinem Pferd am Strand absolviert.
Die Reitstunts wurden zuletzt gedreht und nach den Anweisungen von Bernard Sachsé von Hauptdarsteller Albert Dupontel selbst durchgeführt. Cécile de France wiederum lernte für ihre Rolle das Klavierspielen, was sich für sie als „echte Herausforderung“ erwies. Für das Szenenbild war Brigitte Brassart zuständig. Das Kostümbild gestaltete Catherine Boisgontier.

## Soundtrack
Bei dem im Film von Florence mehrfach gespielten Klavierstück handelt es sich um Chasse neige, die 12. Etüde aus Franz Liszts Klavierzyklus Études d’exécution transcendante. Die Aufnahmen dazu stammen unter anderem von der Schweizer Pianistin Mélodie Zhao. Weitere im Film gespielte Musikstücke waren der zehnte Satz aus Mussorgskis Klavierzyklus Bilder einer Ausstellung, Le Rappel des Oiseaux aus der für Cembalo geschriebenen Suite in e-Moll von Jean-Philippe Rameau sowie der Konzertwalzer Valse triste von Jean Sibelius, der während Marcs Dressurkür zu hören ist. Das von Florence am Ende des Films gespielte Klavierstück ist dagegen Teil der Filmmusik von Jérôme Lemonnier, der für Im Gleichgewicht zum fünften Mal mit Regisseur Denis Dercourt zusammenarbeitete.
Der Soundtrack zum Film wurde am 10. April 2015 mit insgesamt 13 Tracks digital veröffentlicht. Zu den Tracks gehören neben der Filmmusik von Lemonnier auch Liszts Chasse neige und der Valse triste von Sibelius.

## Rezeption

### Veröffentlichung
Im Gleichgewicht wurde am 15. April 2015 in Frankreich uraufgeführt, wo der Film 543.200 Kinozuschauer verbuchen konnte. Weltweit spielte der Film, dessen Budget bei 7,6 Millionen Euro lag, rund 3,2 Millionen Dollar an den Kinokassen ein. In Deutschland wurde der Film erstmals am 30. Juni 2016 in der Originalfassung mit deutschen Untertiteln veröffentlicht.

### Kritiken
Le Parisien lobte das „perfekt geschriebene Drehbuch“ und „die erstaunlichen Leistungen“ der beiden Hauptdarsteller. Die dargebotene Musik sei „untrennbar mit der Kraft und Emotion verbunden“, die „dieser schöne Film“ vermittle, was wohl auch darin begründet liege, dass der Regisseur selbst „ein virtuoser Geiger“ gewesen sei.
Le Monde schrieb, dass Albert Dupontel, ähnlich wie Gérard Depardieu, einer der wenigen französischen Schauspieler sei, der einem bestimmten Genre seinen Stempel aufdrücken und Präsenz und Charakter zeigen könne, ohne es zu forciert wirken zu lassen. Cécile de France könne sich ihm gegenüber „mit Natürlichkeit und Eleganz“ behaupten. Die Handlung sei zwar „nicht frei von Klischees“ und die Inszenierung nicht besonders originell, doch könne der Film auf emotionaler Ebene überzeugen und einen zum Lachen bringen, wenn etwa Florence in Stöckelschuhen auf Othello reite.
L’Express fand, dass „das zu erwartende Duell“ zwischen dem zunächst „schroffen und zynischen“ Albert Dupontel und der anfänglich „kalten und entschlossenen“ Cécile de France ausbleibe. Der Film vermeide die Fallstricke einer tränenreichen und klischeebeladenen Konfrontation seiner Protagonisten und nehme sich stattdessen der menschlichen Beziehungen auf lockere Art und Weise an. Er sei „fein erzählt“ und mit kleinen, „aber wesentlichen Nebenrollen“ versehen, die es brauche, um Atmosphäre zu erzeugen. Entstanden sei „ein weiterer guter Film von Denis Dercourt“. Nach Filmen wie Das Mädchen, das die Seiten umblättert sei Im Gleichgewicht „ein kleines solides und sehr persönliches Werk“ des Regisseurs.
„Dank eines straffen Drehbuchs und zweier umwerfender, nuancierter Vorstellungen ist dies eine spannungsvolle, unkonventionelle Liebesgeschichte“, urteilte der Chicago Reader. Dupontel brilliere in „einer furchtlosen, körperlichen Rolle“; ihm gegenüber zeige de France „die Kraft dramatischer Zurückhaltung“. Dem Guardian zufolge seien die Darsteller „zweifellos von magnetischer Anziehungskraft“. Die Stunts seien „beeindruckend“ und alles verlaufe „in überschaubarem Tempo“.